# Rho de l'Escorpió
Rho de l'Escorpió (ρ Scorpii) és un estel de magnitud aparent +3,86 situat a la constel·lació de l'Escorpió. S'hi troba a 409 anys llum del sistema solar, pertanyent —igual que Antares (α Scorpii), ρ Ophiuchi o 48 de la Balança— a l'Associació d'Escorpió Superior, subgrup de la gran Associació estel·lar d'Escorpió-Centaure.
Rho de l'Escorpió és un estel blau de la seqüència principal —també catalogat com a possible subgegant— de tipus espectral B2 la temperatura superficial del qual és 21.150 K. Llueix amb una lluminositat 2.540 vegades superior a la del Sol i el seu radi és 3,75 vegades més gran que el radi solar. Té una edat aproximada de 33 milions d'anys i és 7,5 vegades més massiu que el Sol; just per sota del límit per esclatar com a supernova, probablement finalitzarà la seva vida com una nana blanca massiva similar a Sírius B (α Canis Majoris B). Gira sobre si mateixa amb una velocitat de rotació d'almenys 40 km/s, sent el seu períodes de rotació inferior a 1,4 dies.
Rho de l'Escorpió és una estrella binària espectroscòpica amb un període orbital de 4,003 dies. De l'estrella acompanyant res se sap, tret que s'hi mou en una òrbita relativament excèntrica (ε = 0,27). Un tènue estel de magnitud +12,8, visualment a 40 segons d'arc, també sembla formar part del sistema. Comparteix moviment propi amb Rho Scorpii i, si veritablement està lligada al lluminós estel blau, està separada d'ella almenys 4.900 UA, completant una òrbita en més de 114.000 anys.